# 朱志堩
秦僖王朱志堩（1404年—1424年），明朝秦隱王朱尚炳第二子，永樂二年（1404年）由秦隱王妃劉氏生，永樂十年（1412年）襲封秦王。永樂二十二年薨，諡號僖，因其無子，爵位由庶兄秦懷王朱志均繼承。